# Lisa Thompson
Lisa Thompson é uma decoradora de arte australiana. Venceu o Oscar de melhor direção de arte na edição de 2016 por Mad Max: Fury Road, ao lado de Colin Gibson.